# Прапор Рейнланд-Пфальцу
Прапор землі Рейнланд-Пфальц, являє собою триколор із трьох горизонтальних смуг чорного, червоного та золотого кольорів. Ці кольори є національними кольорами Німеччини, їх іноді називають шварц-золотим. У кантоні, або у верхньому лівому куті, знаходиться герб землі Рейнланд-Пфальц. Прийнятий 10 травня 1948 р. Прапор використовується як органами влади, так і громадянами і, як прапор державної служби, зазвичай піднімається поряд з прапором Німеччини та Європейського Союзу.